# Soumia Dik
Soumia Dik, née le 19 octobre 1998, est une haltérophile marocaine.

## Carrière
Soumia Dik est médaillée d'or à l'arraché, à l'épaulé-jeté et au total dans la catégorie des moins de 48 kg lors des championnats d'Afrique 2013 à Casablanca.